# Oud Boek van de Tang
Het Oud Boek van de Tang of Jiu Tangshu is een van de boeken uit de Vierentwintig Geschiedenissen, de verzameling officiële geschiedenissen van Chinese keizerlijke dynastieën. Het boek is tot stand gekomen in 945 en beschrijft de geschiedenis van de Tang-dynastie (618-906). Het werk werd in de loop van de 11e eeuw vervangen door het Nieuw Boek van de Tang en wordt pas sinds de samenstelling van de Siku quanshu aan het einde van de 18e eeuw gerekend tot de 'Vierentwintig Geschiedenissen'.

## Ontstaan
In 941 gaf keizer Gaozu (936-942), stichter van de Late Jin-dynastie opdracht aan een groep historici om een geschiedenis van de Tang-dynastie samen te stellen. De groep stond onder leiding van Liu Xu (劉昫, 887-946). Door de korte tijd die was verstreken sinds het einde van de Tang-dynastie (907) hadden de historici de beschikking over een groot aantal documenten. In 945 was het werk voltooid.
Het werk heette oorspronkelijk Boek van de Tang ('Tangshu', 唐書). In 1044 gaf keizer Renzong (1022-1063) van de Song-dynastie opdracht opnieuw een geschiedenis van de Tang te schrijven. Toen dit Nieuw Boek van de Tang gereed was, verdween de belangstelling voor het oude werk. Wenren Quan (聞人詮), een geleerde uit de late Mingtijd, moest drie jaar zoeken om het werk in 1538 te kunnen herdrukken. Dit gebeurde op basis van twee gedeeltelijk bewaard gebleven versies. Die (private) herdruk vormde de basis voor de heruitgave in het kader van de samenstelling van de Siku quanshu aan het einde van de 18e eeuw. Sindsdien maakt het werk deel uit van de 'Vierentwintig Geschiedenissen' onder de naam 'Oud Boek van de Tang'.

## Inhoud
De Jiu Tangshu bevat 200 juan. Liu Xu volgde de indeling van de Shiji en de Hanshu:
| dynastieke geschiedenis | benji (annalen) | shijia (erfelijke geslachten | biao (tabellen) | shu (verhandelingen | liezhuan (biografieën) | Totaal aantal juan |
| ----------------------- | --------------- | ---------------------------- | --------------- | ------------------- | ---------------------- | ------------------ |
| Jiu Tangshu             | 20              | -                            | -               | 30                  | 150                    | 200                |

Vergeleken met het 'Nieuw Boek van de Tang' is het oorspronkelijke werk nauwkeuriger, ondanks het ontbreken van tabellen en de mindere kwaliteit van de verhandelingen.

## Chinese tekst
- 劉昫, 《舊唐書》(200卷), 北京 (中華書局), 1975 ( Liu Xu, Jiu Tangshu (200 juan), Beijing (Zhonghua shu ju), 1975), 16 delen, 5407 pp.

Herdrukt 1999, ISBN 9787101021288. De Zhonghua uitgave van de Vierentwintig Geschiedenissen is de meest gebruikte uitgave. De teksten zijn voorzien van leestekens, ingedeeld in paragrafen en geschreven in traditionele karakters.

## Vertalingen
Er is geen volledige vertaling van de Jiu Tangshu. Er zijn wel vertalingen van losse hoofdstukken:
- Bünger, Karl, Quellen zur Rechtsgeschichte der T'ang-zeit, Nettetal (Steyler) 1996 (neue, erweiterte Ausgabe).

Vertaling van en commentaar op 'juan' 50 van de 'Jiu Tangshu' (en 'juan' 56 van de 'Xin Tangshu'), verhandelingen over het recht tijdens de Tang-dynastie.
- Twitchett, Dennis, Financial Administration Under the T'ang Dynasty, Cambridge [Eng.] (University Press) 1963, ISBN 0521078237.

Vertaling van en studie over de juan over economische zaken. Bewerking van proefschrift uit 1953.
- Frankel Hans, H., 'T'ang Literati. A Composite Biography', in: Wright, Arthur en Denis Twitchett (eds.), Confucian Personalities, Stanford (Stanford University Press) 1962, pp. 65–83.

studie over juan 190 'wenyuan', (文苑, 'de tuin der literaten').